# سروالسیس
سروالسیس (به انگلیسی: Cervalces) یک سرده منقرض‌شده از گوزن‌ها است که در دوره‌های پلیوسن و پلیستوسن زندگی می‌کرد. موس گالی یا به‌عنوان یک گونه از جنس مرتبط لیبرالسِس طبقه‌بندی می‌شود یا به عنوان یک گونه نیایی برای سایر اعضای جنس سروالسیس در نظر گرفته می‌شود. این گونه در اروپا از دوره پلیوسن تا پلیستوسن زندگی می‌کرد. موس پرشاخ، معروف به گوزن موشک‌مانند، در دوره پلیستوسن در آمریکای شمالی زندگی می‌کرد. موس پهن‌پیشانی، معروف به گوزن عریض‌پیشانی، و موس کارنوت‌ها در دوره پلیستوسن در اروپا و آسیا یافت شده‌اند. این جنس به عنوان یک گروه پارافیلتیک پیشنهاد شده است و به عنوان نیای جنس آلس، که شامل گوزن‌های شمالی مدرن است، در نظر گرفته می‌شود. به‌همین دلیل، برخی نویسندگان سروالسیس را با آلس هم‌معنی می‌دانند.